# Таспар-каган
Таспар (Татпар)-каган (давньотюрк.:  , кит.: 佗缽可汗/佗钵可汗) — 4-й великий каган Тюркського каганату в 572—581 роках. Відомий також як Тобо-хан.

## Життєпис
Походив з династії Ашина. Третій син Бумин-кагана. Після смерті брата Мукан-кагана 572 року став новим володарем Тюркського каганату.
Залишив арфу-каганом (правителем Сходу) свого небожа Шету, якого призначив ягбу-каганом (співволодарем). Втім вже 573 року змінив на посаді ябгу-кагана на брата Маган-тегіна.
Водночас продовжував дипломатичні відносини з китайськими державами Північна Чжоу і Північна Ці. Невдовзі стосунки з першою погіршилися через переслідування чжоуським імператором У-ді буддизму, який 574 року прийняв Таспар-каган. Він надав прихисток буддистам на чолі з індійським ченцем Чинагуптою. У-ді, не бажаючи конфлікту, погодився надсилати 100 тис. сувоїв шовку для тюрків. 576 року з початком війни між північною Чжоу і Північною Ці до Таспар-кагана звернувся володар останньої Хоу Чжу по допомогу, втім не отримав її. Наслідком цього було підкорення 577 року Північної Ці армією Північної Чжоу.
577 року прийняв Ґао Шаої (高紹義), князя Фан'ян, — останнього представника династії Північна Ці, якого вирішив підтримати в боротьбі за повернення трону. 578 року армія каганату завдала поразки війську Північної Чжоу в префектурі Ючжоу. Невдовзі після цього помер чжоуський імператор У-ді. Це дало можливість тюркському війську сплюндрувати значні області Північної Чжоу. 579 року почав перемовини з новим чжоуським імператором Сюань-ді, але відкинув вимогу видати Ґао Шаої. У відповідь каган наказав сплюндрувати префектуру Бінчжоу.
Втім зрештою 580 року Таспар-каган видав князя Ґао Шаої. Натомість одружився з небогою імператора. Але вже 581 року каган помер від хвороб. Наслідком стала боротьба за трон між сином останнього Амраком і Талоп'єном (сином Мука-кагана).